# HD 20782 b
HD 20782 b (بالإنجليزية: HD 20782 b)‏ الذي يرمز له بالرمز HD 20782b، هو كوكب خارج المجموعة الشمسية، في كوكبة الكور، يتبع HD 20782 ‏.

## الاكتشاف
اكتشف في 14 مارس 2006.